# Sashimi
Il sashimi (in giapponese 刺身, sashimi [saɕimiꜜ], in italiano [saʃˈʃiːmi]) è una prelibatezze della cucina giapponese che consiste in un carpaccio di pesce o molluschi freschissimi, ma talvolta anche carne, tagliati in fettine sottilissime. Si tratta di un piatto che in genere è consumato crudo, servito con solo con una salsa in cui intingere i tagli (per esempio, salsa di soia con wasabi o salsa ponzu) e con del daikon (radici tagliate in filamenti) da mangiare fra un tipo e l'altro di pesce, per meglio gustarne il sapore.

## Etimologia

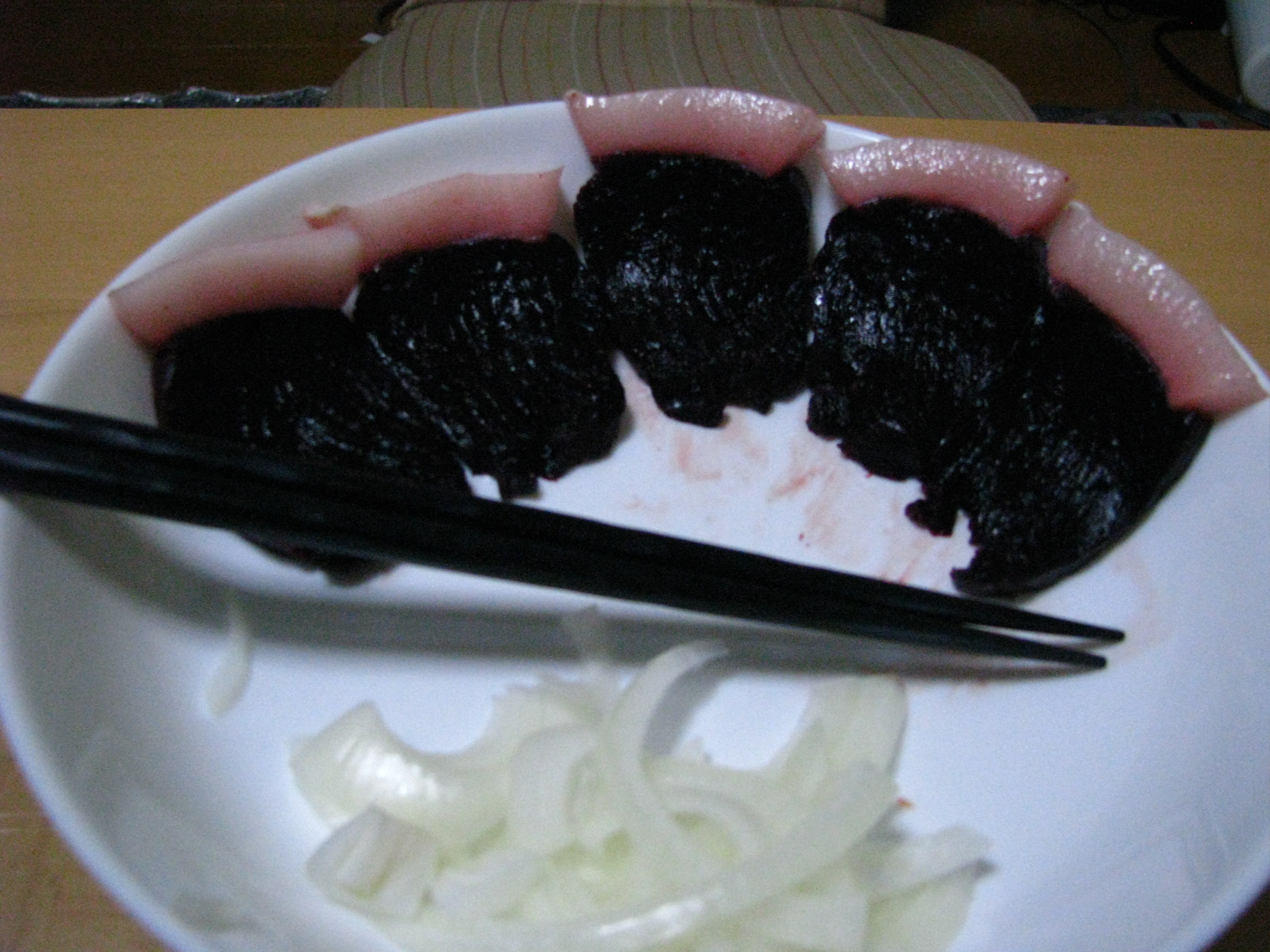
Sashimi di delfino

Il nome sashimi, che in giapponese significa letteralmente "corpo infilzato", è probabilmente riferito alla pratica piuttosto diffusa di infilare la coda e le pinne del pesce nella polpa, allo scopo di rendere identificabile il pesce utilizzato nella preparazione.
Un'altra spiegazione etimologica farebbè derivare il nome dal metodo di pesca tradizionale. Il pesce è preso all'amo da una singola lenza e, appena tirato fuori dall'acqua, il suo cervello viene "infilzato" con una punta affilata, in modo da ucciderlo all'istante; poi è subito messo sotto ghiaccio. Questo procedimento (chiamato Ike jime) previene l'accumulo di acido lattico, che si formerebbe in caso di morte lenta.

## Preparazione

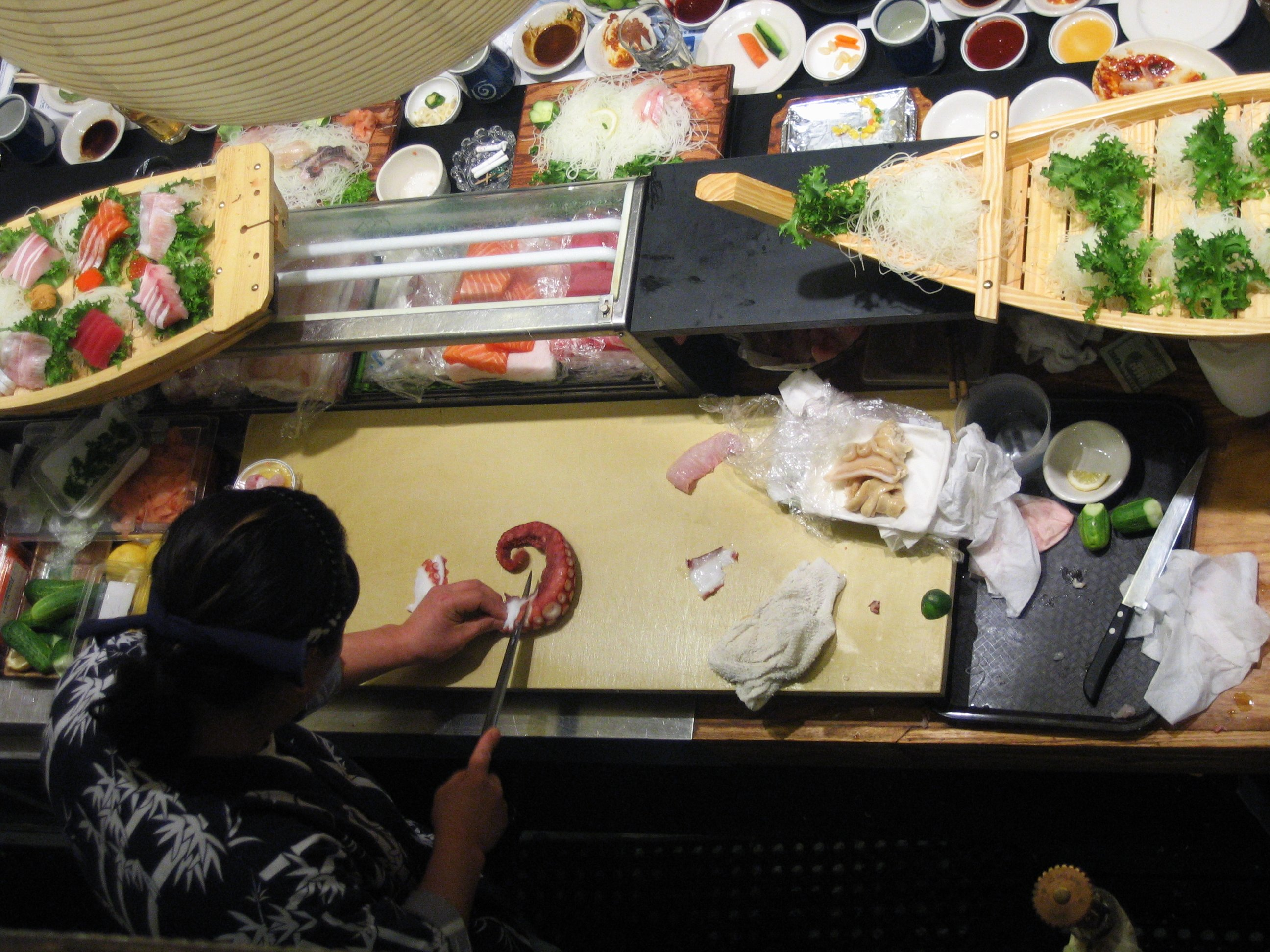
Nei ristoranti, spesso il sashimi è preparato al bancone, sotto lo sguardo dei clienti

Spesso il sashimi è la prima portata del pranzo giapponese formale; altrettanto comune e l'uso di servirlo come portata principale. Può essere portato in tavola insieme a riso, o zuppa di miso, o altre pietanze in ciotole separate.
Il pesce, tagliato a fette sottili, è solitamente adagiato su una guarnizione: quella più tradizionale è formata dal daikon, una radice asiatica bianca che viene tagliata in lunghe strisce sottili, e da una foglia verde di perilla per ogni fetta di pesce.

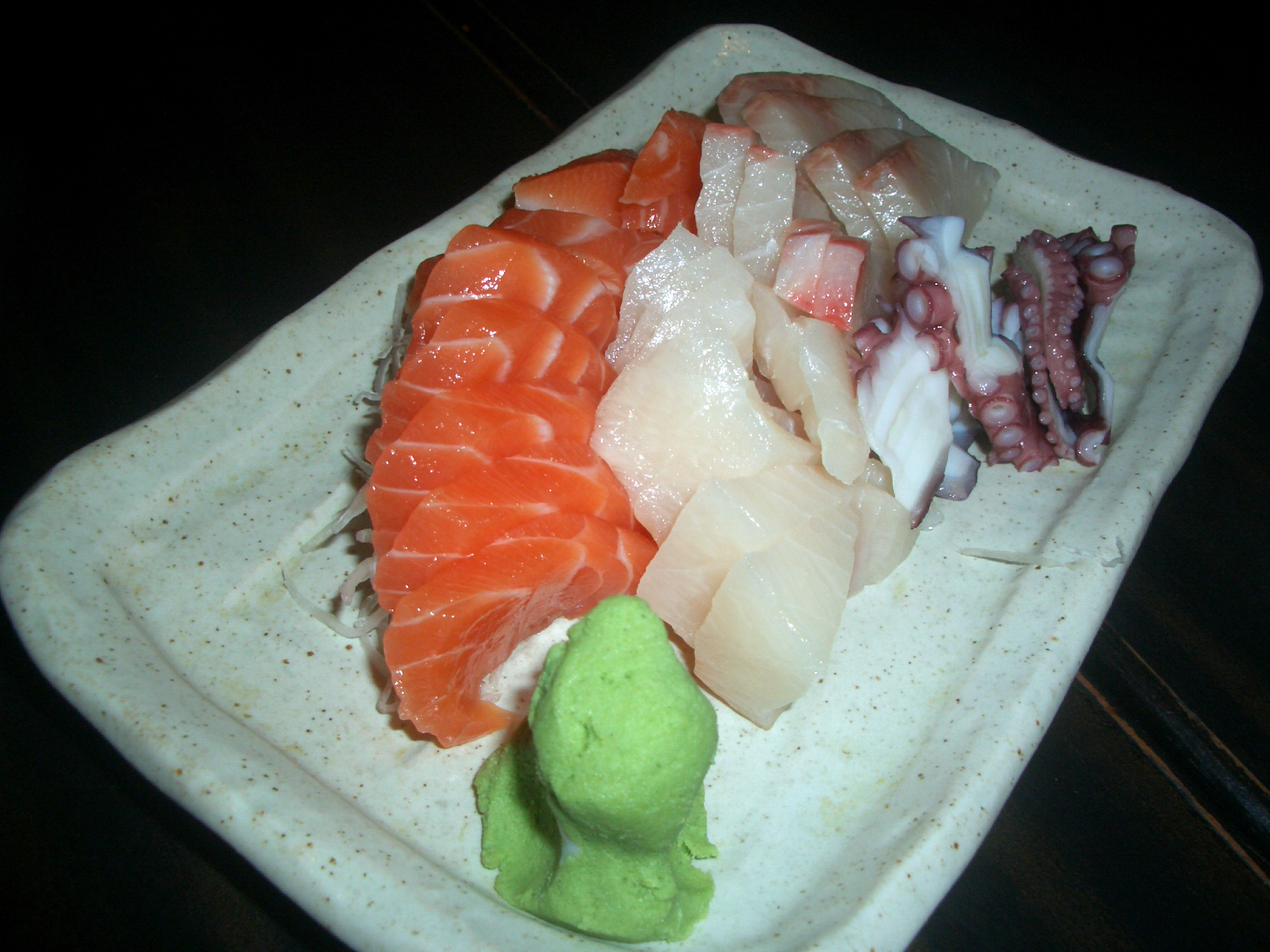
Un piatto di sashimi, guarnito con wasabi

La salsa che viene servita nella stragrande parte dei casi è la salsa di soia, nella quale viene mescolata la pasta di wasabi preparando così un condimento in cui intingere il sashimi, pratica effettuata spesso anche con il sushi; comunque molti tradizionalisti deprecano questa pratica, dato che il sapore della soia diluisce quello acuto e forte del wasabi.
Oltre a motivazioni legate al gusto e ai sapori, una ragione per cui il sashimi si serve con il wasabi (e anche con il gari, cioè con lo zenzero sottaceto) è l'uccisione di batteri e parassiti pericolosi che potrebbero essere presenti nel pesce crudo. Infatti alcuni ingredienti, come il polpo, sono di solito serviti cotti, ma la maggior parte, come il tonno o altri pesci, sono serviti crudi.
Varianti meno comuni sono i sashimi di cibi vegetariani come lo yuba o di carni rosse di manzo o cavallo. In Giappone il sashimi di pollo brasato è una prelibatezza.
Il sashimi viene a volte servito con il sushi.

## Varietà di sashimi

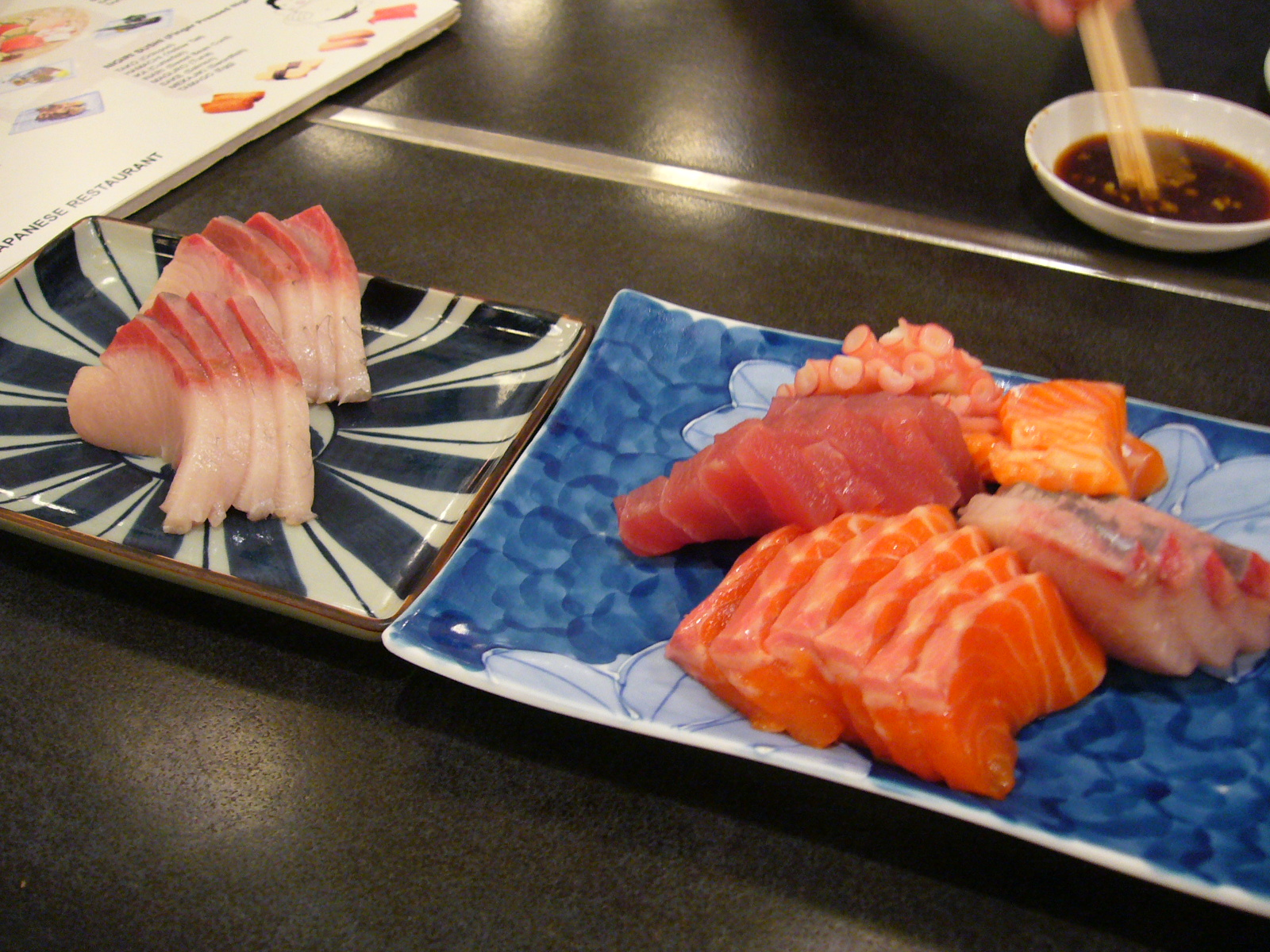
Sashimi assortiti

Alcuni dei principali e più diffusi ingredienti per sashimi sono:
- Salmone (鮭?, Sake)
- Calamaro (いか?, Ika)
- Gamberetto (えび?, Ebi)
- Tonno (まぐろ?, Maguro)
- Sgombro (さば?, Saba)
- Polpo (たこ?, Tako)
- Tonno grasso (とろ?, Toro)
- Seriola (はまち?, Hamachi)
- Pesce Palla (ふぐ?, Fugu)
- Capasanta (ほたて貝?, Hotate-gai)
- Riccio di mare (ウニ?, Uni)

## Rischi per la salute

### Tossine
Alcune forme di sashimi, specialmente quelle contenenti il pesce palla fugu e certi tipi di molluschi possono causare avvelenamento da tossine nel caso la preparazione non sia adeguata. In particolare il fugu possiede, all'interno dei propri organi, una dose letale di tetrodotossina; deve quindi essere preparata da chef provvisti di una licenza rilasciata in Giappone dopo il superamento di un esame specifico.

### Parassitosi
Le parassitosi da pesce crudo coinvolgono soprattutto tre parassiti:
- Anisakis, un nematode responsabile dell'anikasiasi;
- Diphyllobothrium o botriocefalo, un cestode responsabile della difillobotriasi;
- Clonorchis sinensis, un trematode responsabile della clonorchiasi.

Le infezioni vengono prevenute mediante cottura e congelamento del pesce a determinate temperature per un'adeguata quantità di tempo; la marinatura, la salatura e l'affumicatura possono ridurne il rischio, tuttavia non lo eliminano.